# Marina Sudakowa
Marina Władimirowna Sudakowa z d. Jarcewa (ros. Марина Владимировна Судакова; ur. 17 lutego 1989 r. w Wołgogradzie) – rosyjska piłkarka ręczna, reprezentantka kraju, zawodniczka Rostowa nad Donem, występująca na pozycji prawoskrzydłowej.
25 sierpnia 2016 roku została odznaczona przez prezydenta Władimira Putina rosyjskim Orderem Przyjaźni.
12 sierpnia 2015 roku urodziła syna.

## Sukcesy reprezentacyjne
- Igrzyska olimpijskie:
  -  2016
- Mistrzostwa świata:
  -  2009
- Mistrzostwa Europy:
  -  2018
  -  2008

## Sukcesy klubowe
- Liga Mistrzyń:
  - Półfinał: 2017-2018 (GK Rostow-Don)
- Puchar EHF:
  -  2016-2017 (GK Rostow-Don)
  -  2014-2015 (GK Rostow-Don)
- Mistrzostwa Rosji:
  -  2014-2015, 2017-2018 (GK Rostow-Don)
  -  2010-2011, 2011-2012, 2012-2013, 2015-2016 (GK Rostow-Don)
  -  2004-2005, 2009-2010, 2013-2014 (GK Rostow-Don), 2016-2017 (Kubań Krasnodar)
- Puchar Rosji:
  -  2007, 2007-2008, 2011-2012, 2012-2013, 2014-2015, 2015-2016, 2017-2018 (GK Rostow-Don)
  -  2009-2010, 2010-2011 (GK Rostow-Don), 2016-2017 (Kubań Krasnodar)
- Superpuchar Rosji:
  -  2015, 2017, 2018 (GK Rostow-Don)
  -  2016 (Kubań Krasnodar)